# Anselm z Laonu
Anselm z Laonu (latinsky Anselmus Laodunensis nebo Laudunensis; † 1117), byl francouzský teolog a filozof, považovaný za průkopníka biblické hermeneutiky. Studoval u Anselma z Canterbury a později vedl významnou teologickou školu při katedrále v severofrancouzském Laonu. Mezi jeho žáky patřil Vilém z Champeaux a Petr Abelard. Z jeho iniciativy začal vznikat mohutný biblický komentář zvaný Glossa ordinaria.